# Asa Butterfield
Pour les articles homonymes, voir Butterfield.
Asa Farr Butterfield (prononcé en anglais : [ˈeɪsə ˈbʌtəfiːld]), est un acteur britannique né le 1er avril 1997 à Islington (Londres).

## Biographie

### Jeunesse
Asa Butterfield est le second enfant de Jacqueline Farr, psychologue, et de  Sam Butterfield, rédacteur publicitaire. Il a un frère aîné, Morgan, une sœur, Loxie, et une demi-sœur, Marlie, issue du remariage de son père.

### Carrière

#### Débuts au cinéma et à la télévision
À cinq ans, Asa Butterfield est choisi pour la couverture du livre autobiographique de Patrick Skene Catling Better Than Working. Quand il a sept ans, sa mère l'inscrit aux cours de théâtre du Young Actor's Theatre d'Islington. Sa famille le fait participer alors à des castings à l'issue desquels Asa obtient des rôles secondaires à la télévision et au cinéma (After Thomas, Le Fils de Rambow, Ashes to Ashes).
En 2008, il obtient son premier grand rôle dans le film Le Garçon au pyjama rayé, avec David Thewlis et Vera Farmiga. Il y incarne Bruno, un jeune enfant naïf qui ne comprend pas les événements tragiques qui se passent autour de lui. Il est nommé pour deux prix : en 2008 aux British Independent Film Awards  (BIFA); en 2009 aux Young Artist Awards. Au cours de la même année, il interprète un rôle dans Merlin, une série de la BBC qui retrace la jeunesse de l'enchanteur. Il y incarne pendant deux saisons Mordred, un jeune druide pourchassé par le roi Uther Pendragon.

#### Années 2010 et ascension

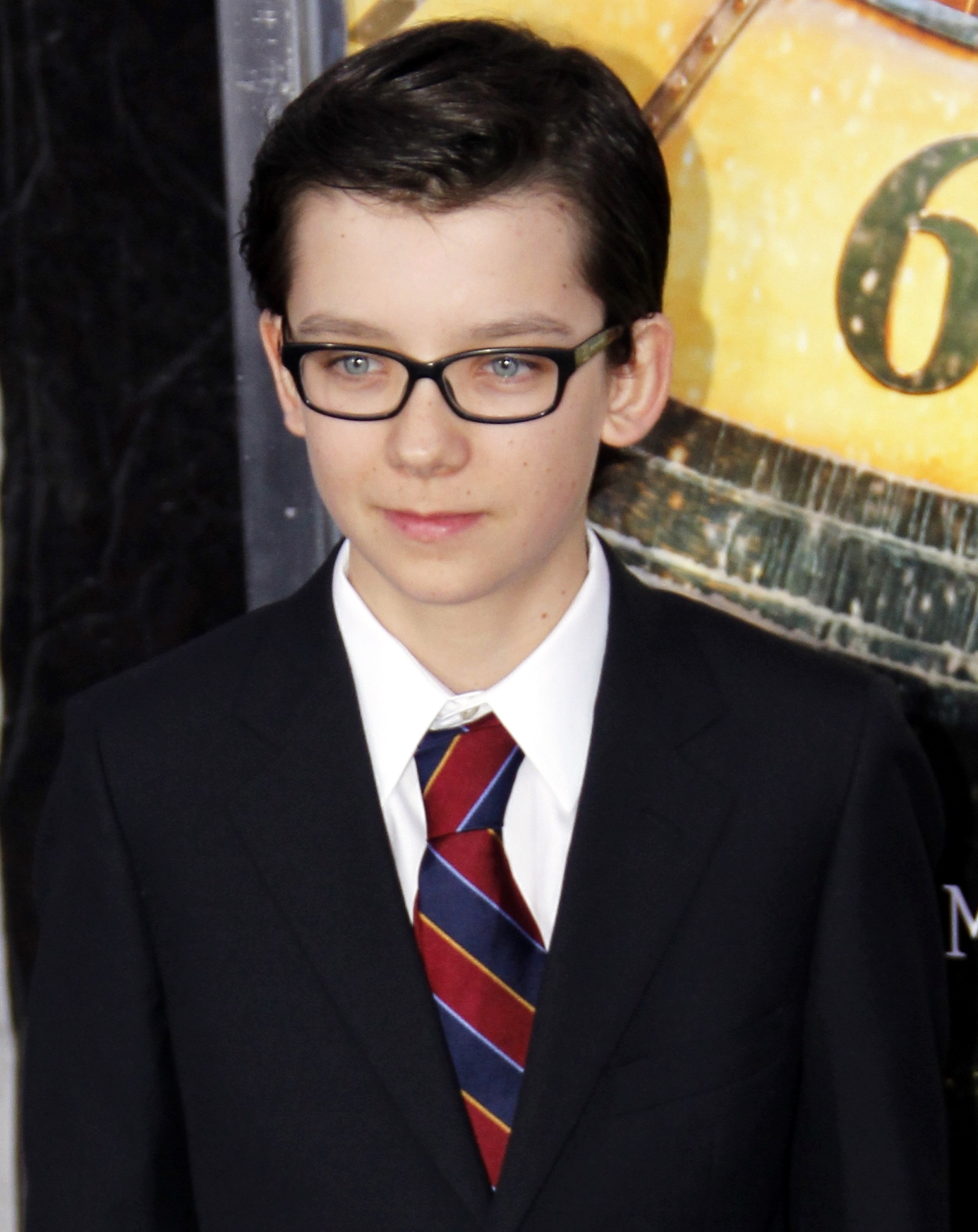
Asa Butterfield en 2011.

En 2010, Asa Butterfield incarne Norman, l'aîné des enfants Green, dans le second épisode du film Nanny McPhee et le Big Bang. La même année, il est choisi pour tourner dans le film Hugo Cabret de Martin Scorsese. Dans ce film relatant l'histoire d'un jeune orphelin vivant dans une gare, Asa est entouré de plusieurs acteurs connus : Jude Law, Ben Kingsley, Sacha Baron Cohen, Christopher Lee et Chloe Grace Moretz. Le tournage débute en 2010 dans les studios de Shepperton et de Longcross dans le comté de Surrey, puis se déroule à Paris du 16 au 25 août. Ben Kingsley, qui interprète le rôle du réalisateur Georges Méliès, qualifie Asa comme étant l'un des meilleurs enfants acteurs avec lesquels il a joué tout au long de sa carrière : « On peut même enlever le mot “enfant” d'ailleurs. C'est un très grand acteur. » Le film sort le 14 décembre 2011 en France.
En 2013, il interprète le rôle d'Andrew Wiggin dans La Stratégie Ender de Gavin Hood, avec Harrison Ford, Viola Davis, Ben Kingsley et Hailee Steinfeld. En 2014, il joue un adolescent autiste surdoué des mathématiques dans le film Le Monde de Nathan (A Brilliant Young Mind), inspiré d'une histoire vraie.

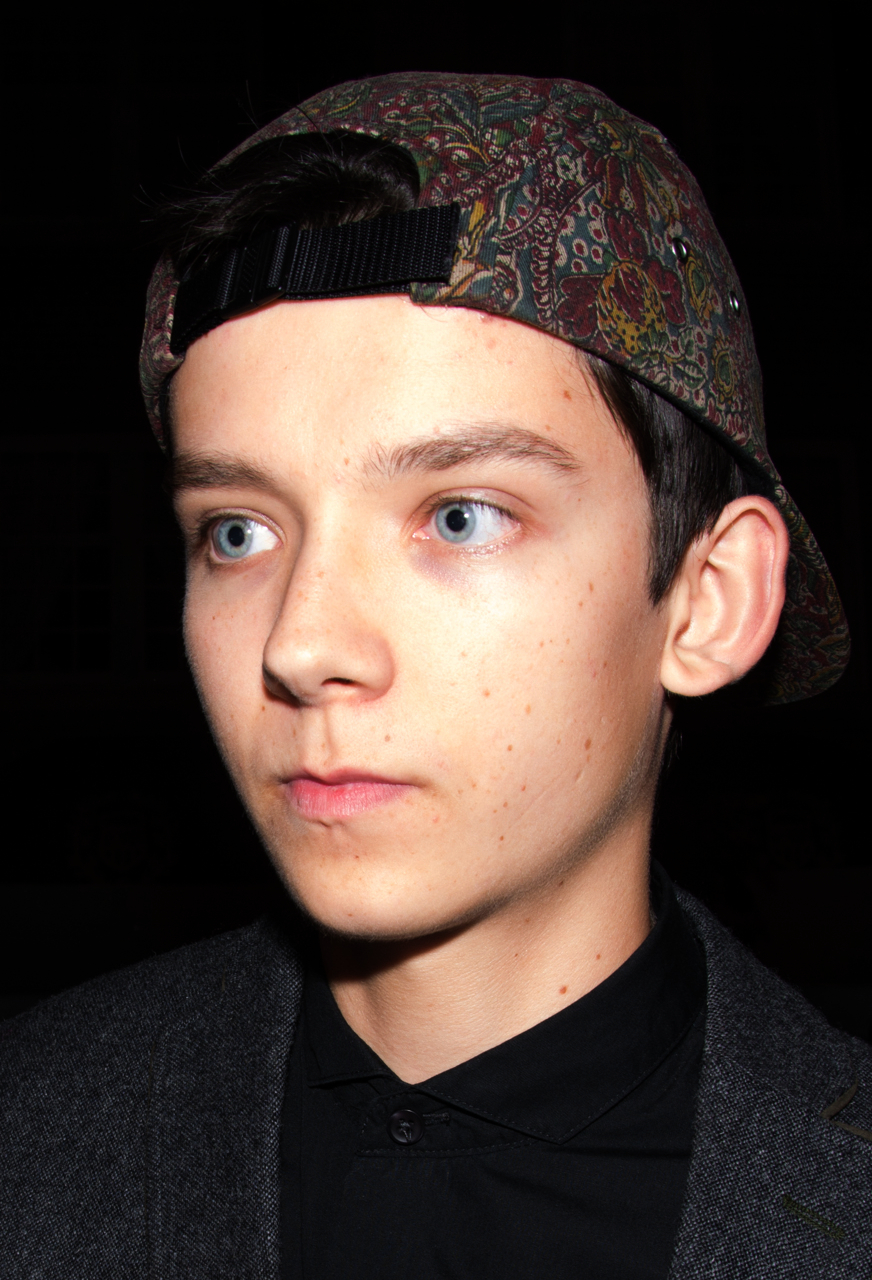
Asa Butterfield en 2014.

Il passe en 2015 des auditions pour le personnage de Peter Parker adolescent dans le troisième reboot des aventures de Spider-Man. La production lui préfère Tom Holland.
En 2016, il interprète le rôle de Jake Portman dans l'adaptation cinématographique du best seller de Ransom Riggs, Miss Peregrine et les Enfants particuliers, de Tim Burton, avec Eva Green, Samuel L. Jackson et Judi Dench.
Il incarne Gardner Elliott, premier être humain à être né sur Mars, dans le film Un monde entre nous (2017), avec Gary Oldman, Britt Robertson et Carla Gugino. La même année, il tourne dans Men of Honor (Journey's End au Québec) de Saul Dibb, d'après l'œuvre de Robert Cedric Sheriff, avec Sam Claflin et Paul Bettany. En 2018, il interprète le rôle de Stillman aux côtés de Sophie Turner dans le film Time Freak, un court métrage réalisé par Andrew Bowler.
En 2019, il apparaît dans le rôle principal de la série télévisée Sex Education sur Netflix, aux côtés de Gillian Anderson, Ncuti Gatwa et Emma Mackey. La même année, il incarne Calvin en tant que personnage principal aux côtés de Maisie Williams et Nina Dobrev dans le film La Liste de nos rêves.

## Filmographie

### Cinéma
- 2007 : Le Fils de Rambow (Son of Rambow) de Garth Jennings : Brethren Boy
- 2008 : Le Garçon au pyjama rayé (The Boy in the Striped Pyjamas) de Mark Herman : Bruno
- 2009 : Wolfman (The Wolfman) de Joe Johnston : Ben Talbot jeune
- 2010 : Nanny McPhee et le Big Bang (Nanny McPhee and the Big Bang) de Susanna White : Norman Green
- 2011 : Hugo Cabret (Hugo) de Martin Scorsese : Hugo Cabret
- 2013 : La Stratégie Ender (Ender's Game) de Gavin Hood : Ender Wiggin
- 2014 : Le Monde de Nathan (X+Y) de Morgan Matthews : Nathan Ellis
- 2015 : Ten Thousand Saints de Shari Springer Berman et Robert Pulcini : Jude Keffy-Horn
- 2016 : Miss Peregrine et les Enfants particuliers (Miss Peregrine's Home for Peculiar Children) de Tim Burton : Jacob « Jake » Portman
- 2017 : The House of Tomorrow de Peter Livolsi : Sebastian Prendergast
- 2017 : Un monde entre nous (The Space Between Us) de Peter Chelsom : Gardner Elliot
- 2017 : Men of Honor (Journey's End) de Saul Dibb : Jimmy Raleigh
- 2018 : Massacre au pensionnat (Slaughterhouse Rulez) de Crispian Mills : Willoughby Blake
- 2018 : Time Lovers (Time Freak) d’Andrew Bowler : Stillman
- 2018 : The Modern Ocean de Shane Carruth
- 2019 : Greed de Michael Winterbottom
- 2019 : La Liste de nos rêves (Then Came You) de Peter Hutchings : Calvin Lewis
- 2020 : The Liar de Tony Haager : Adrian Healy
- 2021 : College Republicans de James Schamus : Karl Rove
- 2022 : Choose or Die de Toby Meakins : Isaac
- 2023 : All Fun and Games d'Ari Costa et Eren Celeboglu : Marcus Fletcher
- 2025 : Our Hero, Balthazar de Anthony Boyson : Solomon
- 2025 : If She Burns de Alex Wolff
- 2026 : The Carnival at the End of Days de Terry Gilliam
- 2026 : The Land of Sometimes de Leon Joosen

### Télévision

#### Séries télévisées
- 2008 : Ashes to Ashes : Donny
- 2008 - 2009 : Merlin : Mordred
- 2017 : Thunderbirds : Conrad
- 2019 - 2023 : Sex Education : Otis Milburn
- prochainement : Out of the Dust : Adam

#### Téléfilm
- 2006 : After Thomas de Simon Shore : Andrew
- 2022 : Ton Noël ou le mien ? (en) de Jim O'Hanlon : James
- 2023 : Ton Noël ou le mien 2 (en) de Jim O'Hanlon : James

### Doublage
Longs métrages
- 2009 : Arthur et la vengeance de Maltazard de Luc Besson : Arthur à 5 ans
- 2025 : Rogue Trooper de Duncan Jones
- 2025 : Stitch Head de Steve Hudson et Toby Genkel

## Distinctions

### Récompenses
- Las Vegas Film Critics Society Awards 2011 : Meilleur enfant dans un film pour Hugo Cabret

### Nominations
- 2008 : pour son rôle dans Le Garçon au pyjama rayé
  - British Independent Film Awards - Meilleur nouveau venu
  - Young Artist Awards - Meilleur jeune acteur
  - London Film Critics Circle Awards - Jeune acteur britannique de l'année

- 2011-2012 : pour son rôle dans Hugo Cabret
  - Phoenix Film Critics Society Awards - Meilleur jeune acteur
  - Saturn Awards - Meilleur jeune acteur
  - Critics' Choice Movie Awards - Meilleur espoir
  - Empire Awards - Meilleur espoir masculin
  - Young Artist Awards - Meilleur acteur dans un film

- 2013-2014 : pour son rôle dans La Stratégie Ender
  - Washington D.C. Area Film Critics Association Awards - Meilleur espoir
  - Phoenix Film Critics Society Awards - Meilleur jeune acteur
  - Saturn Awards - Meilleur jeune acteur
  - Critics' Choice Movie Awards - Meilleur espoir

- 2014 : pour son rôle dans Le Monde de Nathan
  - British Independent Film Awards - Meilleur acteur

- 2017 : pour son rôle dans Miss Peregrine et les Enfants particuliers
  - Teen Choice Awards - meilleur acteur de film fantastique

- 2017 : pour son rôle dans Un monde entre nous
  - Teen Choice Awards - meilleur acteur de film de science fiction

## Voix francophones
En France, Asa Butterfield est doublé par Adrien Larmande. Au Québec, Samuel Jacques l'a doublé à deux reprises.
| En France - Adrien Larmande dans : - Sex Education (série télévisée) - Choose or Die - Ton Noël ou le mien ? (en) - Ton Noël ou le mien 2 (en) | Et aussi - Léo Caruso dans Le Garçon au pyjama rayé - Oliver Cywie dans Nanny McPhee et le Big Bang - Arthur Raynal dans Wolfman - Raphaël Morançais dans Hugo Cabret - Gabriel Bismuth-Bienaimé dans La Stratégie Ender - Adrien Solis dans Le Monde de Nathan - Augustin Brat dans Miss Peregrine et les Enfants particuliers - Alexis Flamant dans Greed |

Au Québec
Note : La liste indique les titres québécois.
- Samuel Jacques dans :
  - La Stratégie Ender
  - Miss Peregrine et les Enfants particuliers
- Vassili Schneider dans Le Retour de Nounou McPhee
- Tom-Eliot Girard dans Hugo
- Alexandre Bacon dans L'espace qui nous sépare